# Aniuar Gedujev
Anvar Borisovič Gedujev (Aniuar Džedu) (* 26. ledna 1987) je ruský zápasník kabardské národnosti, stříbrný olympijský medailista z roku 2016.

## Sportovní kariéra
Je rodákem z kabardské obce Psygansu v Urvanském okrese. Zápasení se věnoval od 8 pod vedením svého strýce Anatolije a později pokračoval pod vedením Arsena Chasanova. Jeho osobním trenérem je Alexej Kazijev. Připravuje se v střídavě v Nalčiku, v Krasnodaru a v Kislovodsku. V ruské volnostylařské reprezentaci se prosazoval od roku 2013 ve váze do 74 kg. V roce 2015 se třetím místem na mistrovství světa v Las Vegas kvalifikoval na olympijské hry v Riu v roce 2016. V Riu se musel popasovat s náročným losem. Ve čtvrtfinále porazil obhájce prvenství a úřadujícího mistra světa Američana Jordana Burroughse těsně 3:2 na technické body. V semifinále prohrál s Ázerbájdžáncem Džabrajilem Hasanovem první poločas 0:4 na technické body. Ve druhé minutě druhého poločasu vyrovnal porazem na 4:4 a pátý bod dostal za neuznaný protest Ázerbájdžánců na výšku bodované techniky. Vedení 5:4 udržel do konce hrací doby, ale zároveň při snaze bránit výsledek utrpěl minutu před koncem tržnou ránu na obočí. Do finále proti Íránci Hasanu Jazdáním nastoupil s ovázaným čelem. V úvodní minutě se ujal přítrhem vedení 2:0 a do konce prvního poločasu navýšil dalšími přítrhy náskok na 6:0. Zároveň však byl co chvíli ošetřován kvůli krvácejícímu obočí. Do druhého poločasu nastupoval s ovázanou celou hlavou, které po chvíli přibyl obvaz přes uši a pod bradu. Dle vlastních slov nemohl pořádně dýchat. Soupeř začal jeho náskok bod po bodu stahovat a tři sekundu do konce ho nechal srovnat v parteru na 6:6. Jelikož Íránec bodoval jako poslední, zápas prohrál na dodatečná kritéria a získal stříbrnou olympijskou medaili.

## Výsledky
| Turnaj             | 2013 | 2014 | 2015 | 2016 |
| Turnaj             | 26   | 27   | 28   | 29   |
| Turnaj             | -74  | -74  | -74  | -74  |
| ------------------ | ---- | ---- | ---- | ---- |
| Olympijské hry     |      |      |      | 2.   |
| Mistrovství světa  | —    | —    | 3.   |      |
| Evropské hry       |      |      | 1.   |      |
| Mistrovství Evropy | 1.   | 1.   | 1.   | —    |